# Sundasalanx
Sundasalanx is een geslacht van straalvinnige vissen uit de familie Sundasalangidae.

## Soorten
- Sundasalanx malleti Siebert & Crimmen, 1997
- Sundasalanx megalops Siebert & Crimmen, 1997
- Sundasalanx mekongensis Britz & Kottelat, 1999
- Sundasalanx mesops Siebert & Crimmen, 1997
- Sundasalanx microps Roberts, 1981
- Sundasalanx platyrhynchus Siebert & Crimmen, 1997
- Sundasalanx praecox Roberts, 1981